# Ostseekai

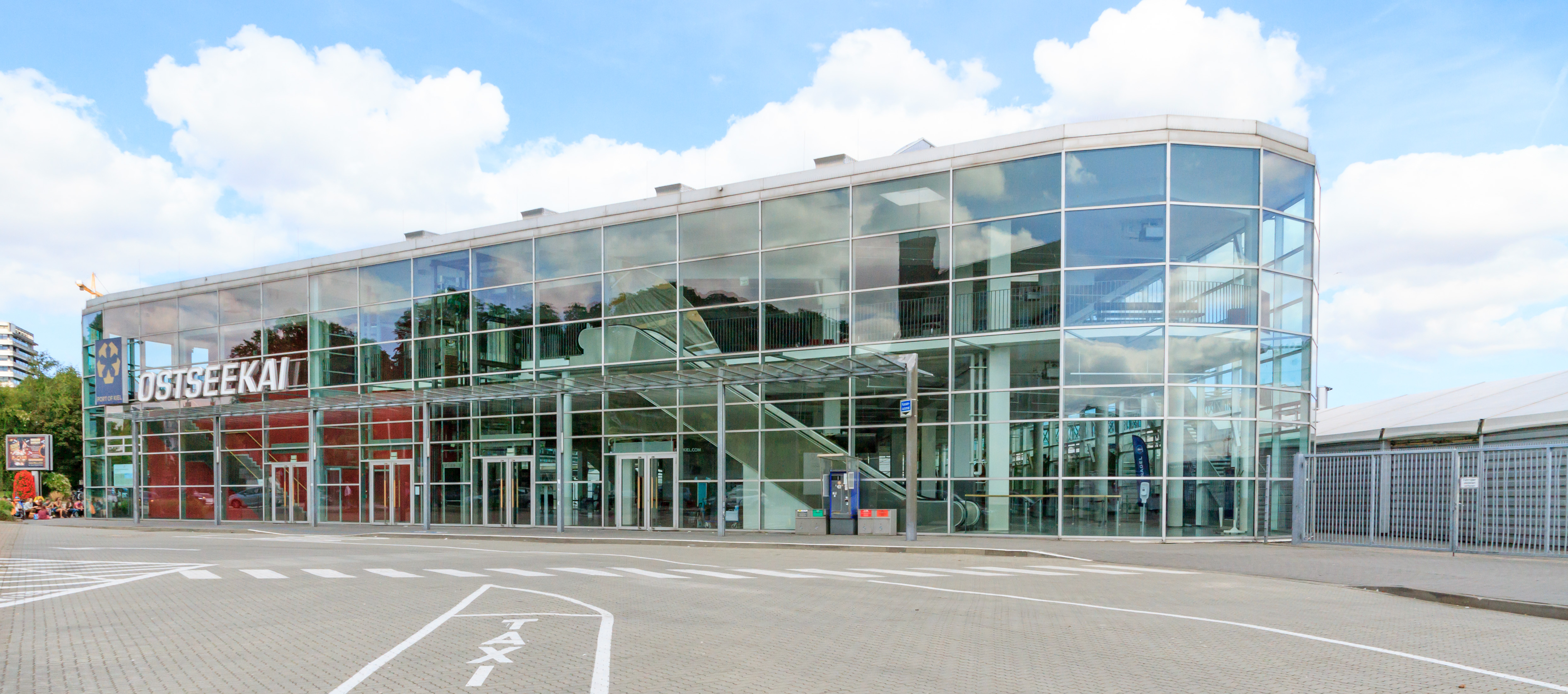
Ostseekai, südliches Terminalgebäude

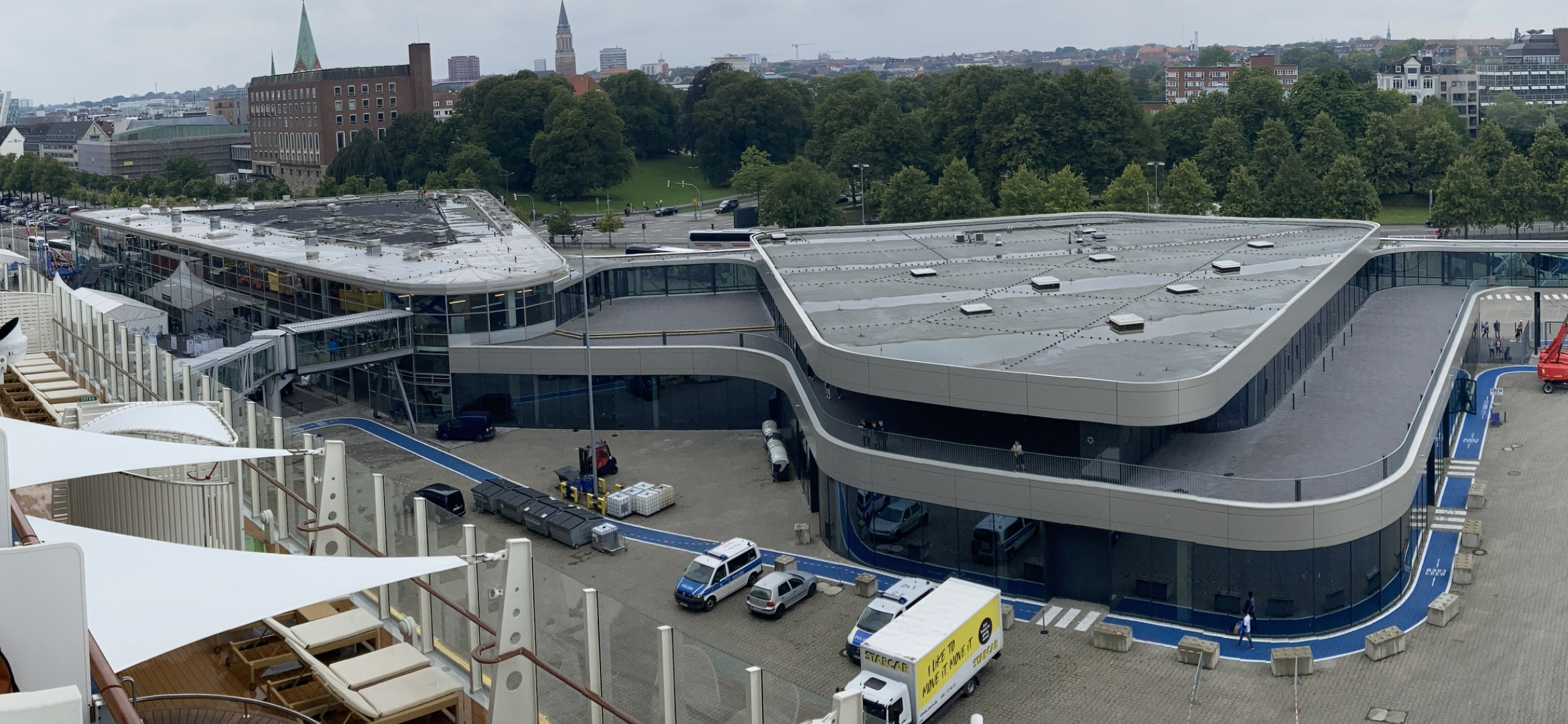
Ostseekai, von der AIDAnova aus gesehen

Der Ostseekai ist ein Hafenkai in der schleswig-holsteinischen Landeshauptstadt Kiel mit zwei Schiffsliegeplätzen für Passagierschiffe, der sich direkt an der Innenstadt auf der westlichen Seite der Kieler Förde befindet.

## Bedeutung

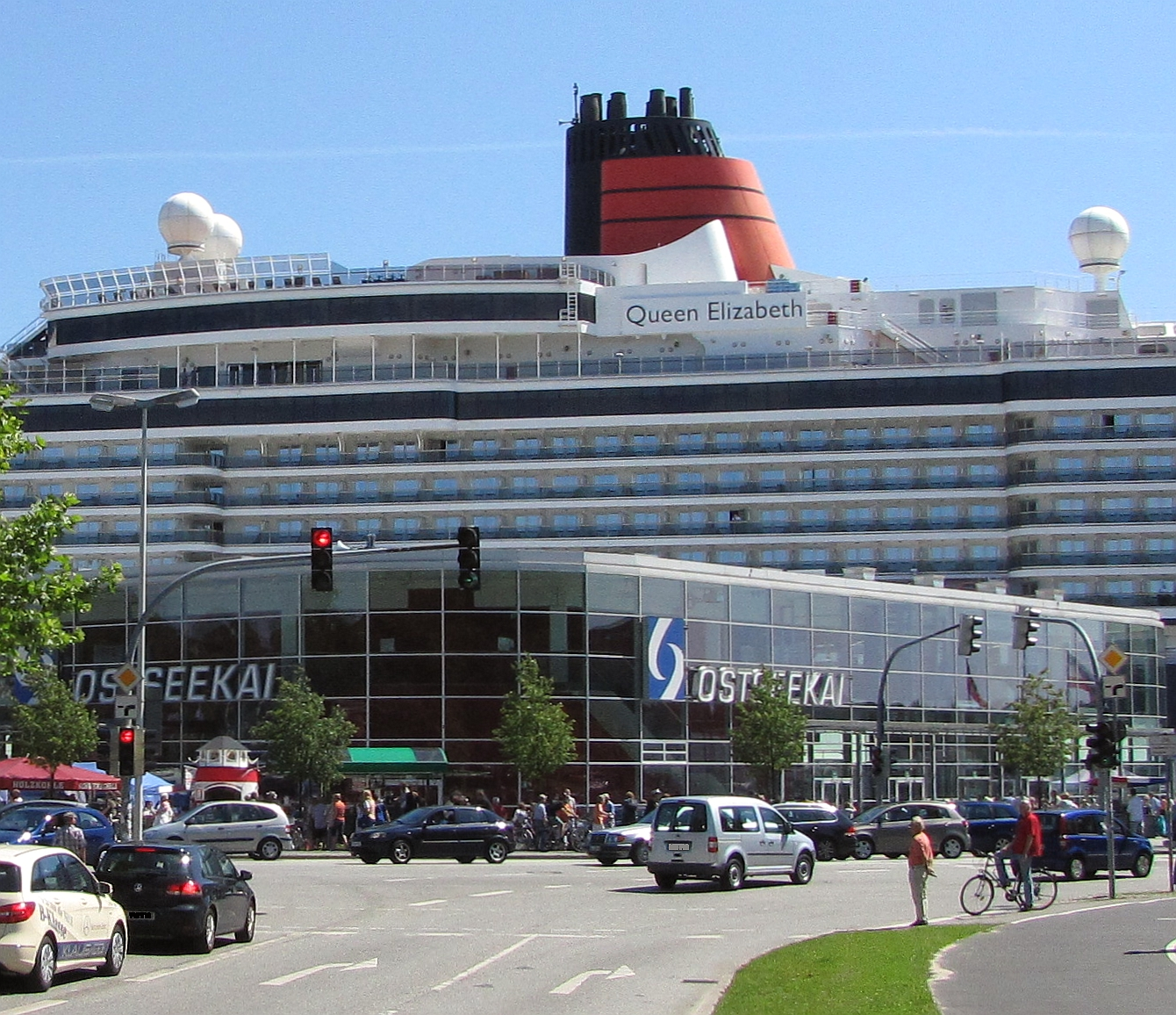
Terminalgebäude Kieler Ostseekai 2012 mit Kreuzfahrtschiff Queen Elizabeth

Der Ostseekai ist der ehemalige Oslo-Kai, an dem heute vor allem Kreuzfahrtschiffe anlegen. Die zwei Liegeplätze des Ostseekais verfügen über eine Länge von 360 m bzw. 285 m bei einer Wassertiefe von 9,5 m. Das ältere, am südlichen Liegeplatz 27 gelegene, vollverglaste Terminalgebäude verfügt über zwei Ebenen, über verfahrbare Landgänge besteht eine direkte Verbindung zu den Schiffen. Aufgrund der Gesamtfläche von 40.000 m² ist die Terminalanlage speziell auf den Reisewechsel großer Kreuzfahrtschiffe zugeschnitten. Das „Cruise Terminal“ Ostseekai ist ein Terminal für ein Passagieraufkommen von knapp 6000 Passagieren. Seit dem Um- und Ausbau im Jahr 2007 können auch die größeren Luxusliner am Ostseekai in Kiel anlegen.
Vorteilhaft ist die günstige Lage in der Kieler Förde, mit direkter Anbindung an die Ostsee und den Nord-Ostsee-Kanal. 2007 wurden über den Kieler Hafen 1,3 Millionen Passagiere im Fährverkehr befördert. Damals begann oder endete für mehr als 150.000 Reisende eine Kreuzfahrt in Kiel. Neben dem Norwegenkai und Schwedenkai ist der Ostseekai die Drehscheibe im Kreuzfahrt- und Fährverkehr mit Skandinavien.
An Wochenenden wird der Ostseekai – neben seiner eigentlichen Bestimmung als Kreuzfahrtterminal – auch als Ort für diverse Veranstaltungen genutzt.
Die Seehafen Kiel GmbH ist Eigentümer und Betreiber des Kieler Handelshafens im öffentlichen Auftrag der Landeshauptstadt Kiel, in deren Besitz sie ist.

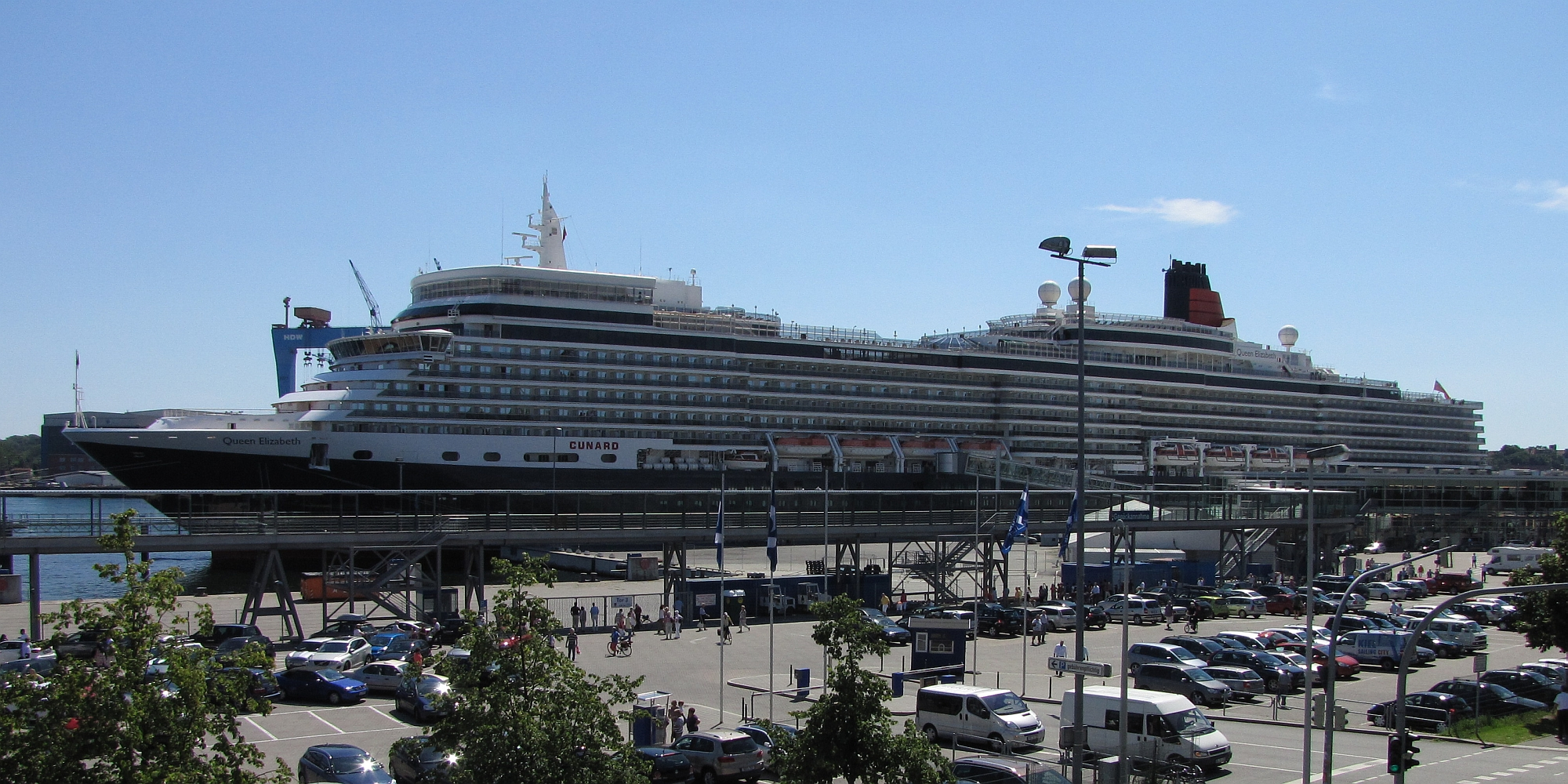
Kieler Ostseekai 2012 mit der 294 m langen Queen Elizabeth der britisch-amerikanischen Cunard-Reederei

## Kreuzfahrtschiffe
Der Ostseekai wird regelmäßig von bedeutenden Kreuzfahrtschiffen angelaufen. So sind beispielsweise häufig die AIDAluna, die AIDAcara, die MSC Meraviglia, die Costa Pacifica, die Mein Schiff 2, die Astor und viele andere Kreuzfahrtschiffe regelmäßig zu Gast in Kiel am Ostseekai. Das größte Kreuzfahrtschiff, das bisher in Kiel und am Ostseekai anlegte, war die Regal Princess am 10. Juli 2015. Am 18. Februar 2022 legte die AIDAcosma als bisher längstes Schiff erstmals am Ostseekai an.
Am 9. Juni 2019 hinderten Demonstranten der Gruppe smashcruiseshit das Kreuzfahrtschiff Zuiderdam über 6 Stunden am Auslaufen. Sie kreuzten mit Booten vor dem Bug, kletterten auf Festmachtaue, den Wulstbug und einen Kran auf einer naheliegenden Baustelle. Die Gruppe erklärte, sie wolle mit der Aktion den Schadstoffausstoß des Kreuzfahrtschiffes unterbrechen und auf die Arbeitsbedingungen an Bord mit „teilweise nur 2 Euro Stundenlohn und 72 Stunden Arbeit“ aufmerksam machen.

## Entwicklung des Kais

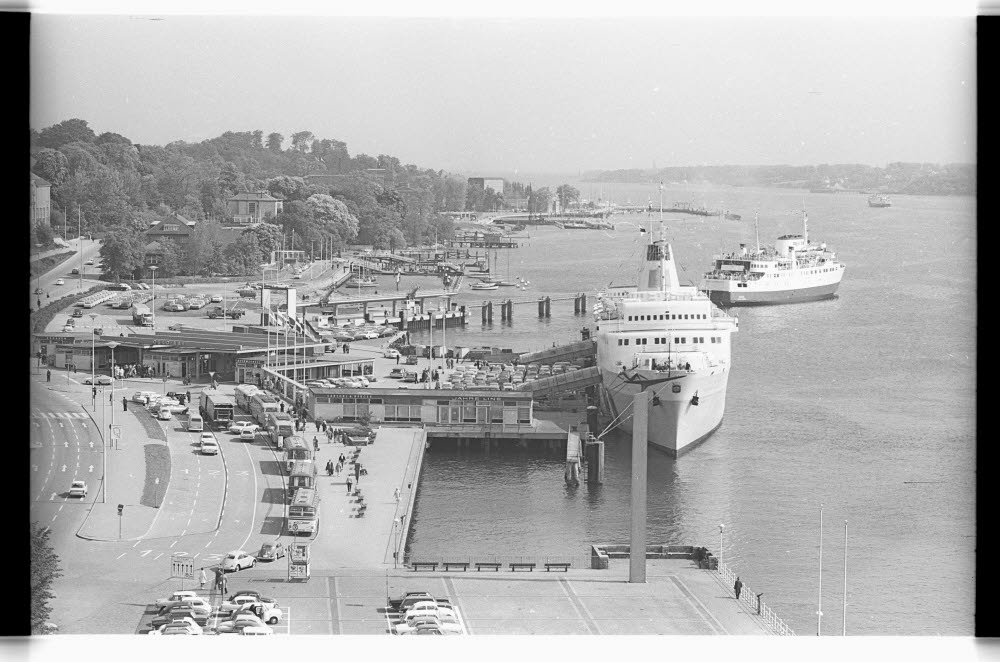
Der Oslo-Kai 1966

### Oslo-Kai
Bis zum Neu- und Umbau des Ostseekais im Jahr 2007 lag hier der Oslo-Kai. Der Oslo-Kai war Kiels erster größerer Fährhafen und wurde 1961 eingeweiht. Der Untergrund besteht aus Trümmerschutt und einer 2000 m² großen Stahlplatte.
Am Oslo-Kai verkehrten die Schiffe der Jahre Line, ab 1990 Color Line, nach Oslo. Daneben bestand auch eine Fährverbindung nach Bagenkop auf der dänischen Insel Langeland, die 2003 endgültig eingestellt wurde. Auch die Fährschiffe der Stena Line nach Schweden fuhren bis zur Eröffnung des Schwedenkais im Jahr 1982 vom Oslo-Kai ab.

### Ostseekai

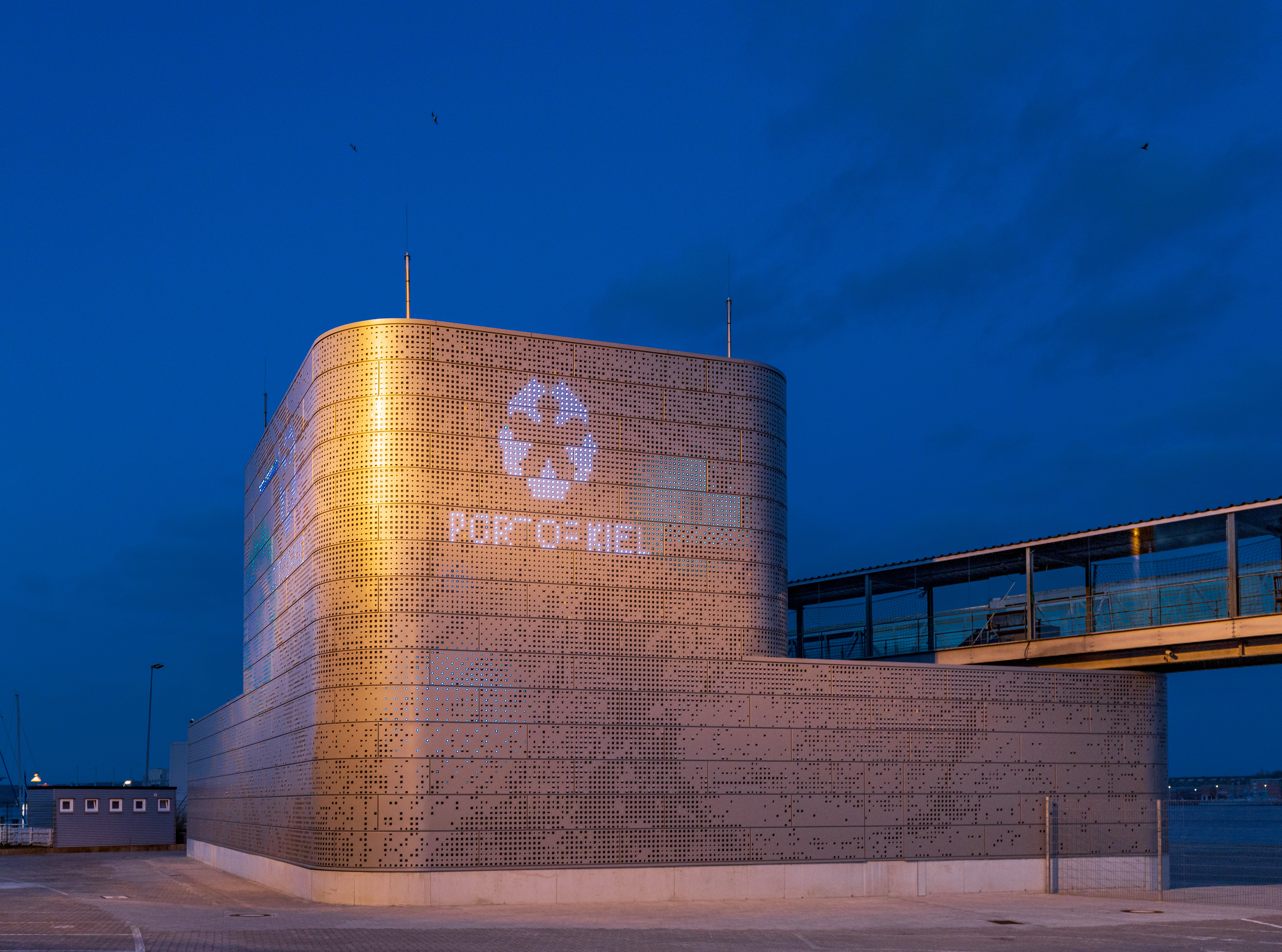
16 Megavoltampere-Landstromanlage am Ostseekai

Nachdem die Color Line 1997 ihr neues Terminal am Norwegenkai auf der östlichen Seite der Förde bezogen hatte, wurde der Oslo-Kai zu einem Kreuzfahrtterminal aus- und umgebaut. Das Terminal wurde durch das „Regionalprogramm 2000“ des Landes Schleswig-Holstein gefördert. Die damalige Investitionsmaßnahme belief sich auf insgesamt 28,5 Mio. Euro. Nach einer sechsmonatigen Bauzeit wurde im Jahr 2007 das Kreuzfahrtterminal Ostseekai eröffnet.
Im November 2018 erfolgte die Grundsteinlegung des 10 Millionen Euro teuren zweiten Abfertigungsgebäudes für Kreuzfahrtpassagiere mit 3700 m² Größe am nördlichen Liegeplatz 28, das im März 2020 fertiggestellt wurde. Ferner begann 2019 der Bau einer Landstromanlage, die 2020 fertiggestellt wurde. Am 16. Juni 2021 wurde mit der AIDAsol erstmals ein Kreuzfahrtschiff am Ostseekai mit Landstrom versorgt. Bereits seit Beginn des Jahres 2021 beziehen die Fähren am Schwedenkai Landstrom aus dieser Landstromanlage.

## Wirtschaftliche Bedeutung
Durch den Um- und Ausbau des Ostkais können hier nun auch die größten Luxusliner anlegen. In der Folge verdreifachte sich auch die Zahl der Anläufe an Kreuzfahrtschiffen, die Zahl der Passagiere verachtfachte sich sogar. 2019 gab es 175 Anläufe von 32 verschiedenen Kreuzfahrtschiffen mit über 803.000 Passagieren.

## Lage
Der Ostseekai liegt direkt unterhalb des Kieler Schlosses; direkt hinter dem Ostseekai beginnt die Kiellinie.

## Daten
| Wassertiefe       | bis 9,5 m              |
| Liegeplätze       | 2                      |
| Kailänge          | 285 m und 355 m        |
| Landgänge         | 2                      |
| Gesamtfläche      | 40.000 m²              |
| Kapazität         | bis zu 6000 Passagiere |
| ISPS-zertifiziert | ja                     |